# Gnathoenia venerea
Gnathoenia venerea là một loài bọ cánh cứng trong họ Cerambycidae.